# Hydroptila gandhara
Hydroptila gandhara är en nattsländeart som beskrevs av Schmid 1960. Hydroptila gandhara ingår i släktet Hydroptila och familjen smånattsländor. Inga underarter finns listade i Catalogue of Life.